# 战士荣誉勋章
战士荣誉勋章（朝鲜语：／）是朝鲜民主主义人民共和国最高人民会议常任委员会颁发的荣誉称号。。主要授予连级以下軍人。。受章者自动获得同等級的国旗勋章。
授予勋章的条件为：
- 用燃烧瓶消灭敌坦克的人
- 保护部队军旗不被敌人缴获的人
- 夺取敌方军旗的人
- 战斗中用武器杀死1至50名敌方军人
- 用反坦克武器摧毁2台或更多敌方坦克的人
- 用反坦克手榴弹击破1至3台敌方坦克的人
- 用高射机枪或高炮击落四架或更多敌机的人
- 在夜晚俘获或摧毁敌军侦察的人
- 表现出勇气并击败敌机枪和迫击炮的人
- 为拯救指挥官而牺牲的人
- 用坦克摧毁了两门或更多敌机枪或一门或多门野战炮的人
- 通过侦察获得重要敌方情报的人

除坦克乘员、飞机机组人员和水手外，上述所有工作都必须由一个人完成。这类似于苏联的衛國戰爭勳章。朝鲜战争结束后，获得奖励的条件大大放宽，基本上从朝鲜人民军退役者都会被授予二级战士荣誉勋章。
勋章为纯银质。形制也为一颗珐琅质红星镶铸在向外闪着光束十角形中，五角星当中镶嵌一个麦穗围绕的长方形盾牌，盾牌中间为一名身着单军装，手持步枪，枪口向左上的战士。其中一级战士荣誉勋章通径52毫米，二级战士荣誉勋章为50毫米。
| 第1級 | 第2級 |